# Брати Супер Маріо в кіно
«Брати Супер Маріо в кіно» (англ. The Super Mario Bros. Movie) — анімаційний фільм, створений компанією Illumination спільно з Nintendo за мотивами відеоігор про Маріо. Режисерами фільму є Аарон Хорват та Майкл Єленік за сценарієм Метью Фогеля. Ролі озвучили: Кріс Пратт, Аня Тейлор-Джой, Чарлі Дей, Джек Блек, Кіген-Майкл Кі, Сет Роґен, Фред Армісен, Кевін Майкл Річардсон та Себастьян Маніскалько.
Прем'єра фільму відбулася 5 квітня 2023 року у США компанією Universal Pictures. Попри посередні оцінки критиків, «Брати Супер Маріо в кіно» став найуспішнішим за касовими зборами фільмом, заснованим на відеогрі.

## Сюжет
В іншому світі черепаха Боузер захоплює Снігове королівство та заволодіває Зіркою невразливості. З нею Боузер мріє змусити принцесу Грибного королівства вийти за нього заміж.
Тим часом у Брукліні італо-американські брати Маріо та Луїджі беруться за бізнес. Маріо покидає роботу під начальством грубого хвалька Спайка та вирішує разом із братом стати водопровідником. Вони знімають рекламне відео, але ніхто не вірить у їхній успіх, навіть батько. Спершу вони вирушають полагодити сантехніку в приватному будинку, де Маріо розлючує собаку, що призводить до аварії. Потім брати бачать у новинах витік із люка. Обоє спускаються в підземелля, щоб полагодити витік, але їх затягує в таємничу трубу, що розкидає братів у різні королівства.
Маріо потрапляє в Грибне королівство, яким править принцеса Піч, а Луїджі потрапляє в Темні землі, якими править Боузер. Луїджі схоплюють слуги Боузера та кидають до в'язниці. Маріо зустрічає сміливого гриба Тоада, який відводить його до принцеси. Піч планує об'єднатися з мавпами Конгами, щоб відбити напад Боузера. Для цього вона тренує Маріо бути спритним і користуватися бонусами, що надають різні суперсили. Спершу Маріо погано вдається, але він наполегливо проходить смугу перешкод, щоразу доходячи далі.
У королівстві Конгів править король Кренкі Конґ, який погоджується допомогти за умови, що Маріо доведе свою силу, перемігши його сина, Донкі Конґа. Мавпи влаштовують поєдинок на арені, де потрібно скинути суперника в озеро. Донкі Конґ майже перемагає, проте Маріо користується бонусом, що дає йому спритність кота, і долає неповороткого Донкі Конґа. Кренкі Конґ погоджується дати своє військо. А оскільки часу обмаль, він пропонує скористатися автомобілями-картами (див. Mario Kart), що їдуть по веселковому мосту.
Боузер довідується про це та влаштовує засідку. Його військо черепах зненацька нападає на міст і він розбивається. Маріо з Донкі Конґом падають у море, а принцеса Піч і Тоад повертаються в Грибне королівство, щоб евакуювати жителів.
Боузер прибуває в Грибне королівство на своєму летючому замку і робить пропозицію принцесі одружитися. Вона відмовляється, але тоді Боузер загрожує Тоаду. Принцеса неохоче погоджується. В той час Маріо та Донкі Конґа проковтує величезна риба. Данкі Конг винить Маріо у своєму безславному кінці, та Маріо придумує скористатися ракетою з їхнього [Картинг|карта], щоб вилетіти з черева риби.
На весіллі Боузер має намір стратити всіх своїх в'язнів у лаві на честь Піч. Тоад таємно доставляє принцесі в букеті заморожувальний бонус. Піч привселюдно оголошує, що не вийде за Боузера, і заморожує його. Тоді гості намагаються схопити її, однак Маріо та Донкі Конґ вчасно прибувають і звільняють в'язнів, а Маріо використовує летючий костюм Танукі, щоб врятувати Луїджі, котрий падає в лаву. Розлючений Боузер звільняється від криги та викликає ракету Банзай Білла, щоб знищити замок Піч. Маріо збиває ракету з курсу та спрямовує у трубу між світами, де вона вибухає. В результаті замок Боузера разом з усіма в ньому переноситься до Брукліну.
Маріо бачить свою ж рекламу і це надихає його з братом на продовження боротьби. Маріо та Луїджі захоплюють Зірку невразливості та вдвох перемагають Боузера. Принцеса кидає Боузеру до рота зменшувальний гриб і робить лиходія своєю ручною черепахою. Жителі Брукліну, включаючи батьків і Спайка, вітають Маріо з Луїджі.
Згодом Маріо та Луїджі переїжджають у новий будинок у Грибному королівстві, де стають водопровідниками.

## Ролі озвучували
| Актор                 | Роль                 |
| --------------------- | -------------------- |
| Кріс Пратт            | Маріо                |
| Аня Тейлор-Джой       | Принцеса Піч         |
| Чарлі Дей             | Луїджі               |
| Джек Блек             | Боузер               |
| Кіген-Майкл Кі        | Тоад                 |
| Сет Роґен             | Донкі Конґ           |
| Фред Армісен          | Кренкі Конґ          |
| Кевін Майкл Річардсон | Камек чаклун Боузера |
| Скотт Менвілл         | генерал Купа         |
| Себастьян Маніскалко  | Спайк                |
| Харі Пейтон           | король Пінгвінів     |
| Чарльз Мартінет       | батько Маріо         |
| Джессіка Ді Чікко     | мати Маріо           |

## Український дубляж
Фільм дубльовано студією «Le Doyen» на замовлення компанії «B&H» у 2023 році.
- Володимир Остапчук — Маріо
- Олександр Солодкий — Луїджі
- Антоніна Хижняк — Принцеса Піч
- Михайло Кукуюк — Боузер
- Костянтин Лінартович — Кренкі Конґ
- Роман Молодій — Донкі Конґ
- Євген Локтіонов — Тоад
- Володимир Ніколаєнко — Камек
- Андрій Мостренко — Король пінгвінів
- Юрій Кудрявець — Тоні
- Михайло Тишин — Спайк
- Вікторія Хмельницька — мати Маріо
- Максим Кондратюк — батько Маріо
- Владислав Васицький — Люмаї
- Володимир Гурін — Черепашка

## Виробництво

### Розробка

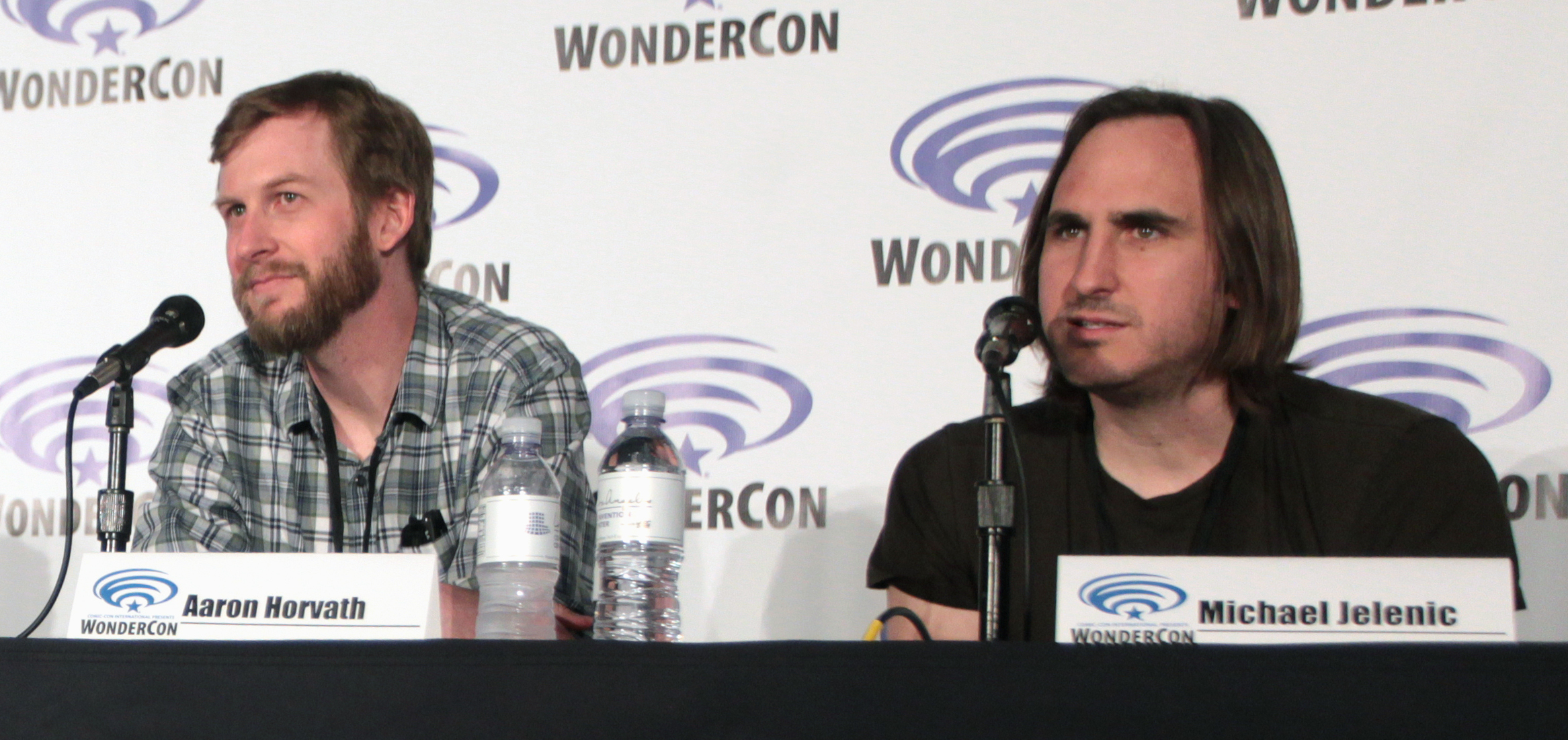
Режисери фільму Аарон Хорват та Майкл Єленіч

Після комерційного провалу екранізації Super Mario Bros 1993 року японська компанія відеоігор Nintendo стала насторожено ставитися до ліцензування своїх продуктів для екранізації. За словами творця Маріо Сігеру Міямото, ідея нового фільму про Маріо виникла через перенесення їхніх старих ігор на Віртуальну консоль та інші сервіси; такі переходи зайняли час у компанії, і Міямото визнав, що «наш контент-бізнес міг би розвиватися ще далі, якби ми змогли поєднати наше давно улюблене програмне забезпечення з відеоактивом і використовувати їх разом протягом тривалого періоду». Міямото зазначив, що процес створення фільму значно відрізняється від процесу створення відеогри, і хотів, щоб керівником цього процесу був кіноексперт.
Завдяки роботі Nintendo з Universal Parks &amp; Resorts для створення атракціонів на базі Маріо Міямото познайомився з Крісом Меледандрі, засновником відділу анімації Universal Pictures Illumination. Міямото виявив, що творчий процес Меледандрі схожий на його власний, і відчув, що він стане належною роллю у фільмі про Маріо. Вони почали більш серйозні дискусії до 2016 року, знаючи, що якби вони відчували, що це не спрацює, вони могли легко піти. У листопаді 2017 року з'явилися повідомлення про те, що Nintendo співпрацює з Universal та Illumination над створенням анімаційного фільму про Маріо. Тодішній президент Nintendo Тацумі Кімісіма пояснив, що угода не була остаточно укладена, але що оголошення надійде незабаром. У січні 2018 року Nintendo оголосила, що фільм будуть продюсувати Міямото разом з Меледандрі. Меледандрі сказав, що фільм був «пріоритетним» для «Illumination», і що, швидше за все, він вийде у 2022 році. У січні 2020 року новий президент Nintendo Шунтаро Фурукава заявив, що виробництво «рухається плавно», очікувана дата виходу — 2022 рік. Фурукава також сказав, що Nintendo буде володіти правами на фільм, і Nintendo та Universal будуть фінансувати виробництво.
У серпні 2021 року виявилося, що творці мультсеріалу Teen Titans Go! Аарон Хорват і Майкл Єленік режисуватимуть фільм. Після повного оголошення про кастинг, Хорват і Єленік були підтверджені, а до складу сценаристів приєднався Метью Фогель.

### Кастинг
У лютому 2021 року актор голосу Маріо Чарльз Мартінет сказав, що можливість повторити свою роль у фільмі буде «чудовою річчю», і що, якщо його попросять озвучити Маріо, «я ввійду і зіграю з великою радістю і щастям».
Під час презентації Nintendo Direct у вересні 2021 року Шигеру Міямото оголосив, що Кріс Пратт, Аня Тейлор-Джой, Чарлі Дей, Джек Блек, Кіген-Майкл Кі, Сет Роґен, Кевін Майкл Річардсон, Фред Армісен та Себастьян Маніскалько озвучать головних персонажів, а також що Чарльз Мартінет з'явиться з невеличким камео.

## Сприйняття

### Оцінки й відгуки
На агрегаторі «Rotten Tomatoes» фільм зібрав 56 % схвальних відгуків від критиків, але 96 % від пересічних глядачів.
Девіндра Гардавар описав на сайті «Engadget», що «„Брати Супер Маріо“ — майже ідеальний дитячий фільм. Він приголомшливо анімований, має достатній імпульс, щоб молоді люди не нудьгували, і майже кожен персонаж унікальний і симпатичний». На відміну від фільму 1993 року, цьому вдалося передати чарівність ігор, але очевидно, що Nintendo не хотіла йти на серйозні творчі ризики. Фільм позбавлений якого-небудь глибшого підтексту, ніж уже є в іграх. Більше часу для розкриття персонажів зробило б його ідеальним.
На думку Елімсон Вілмор із сайту «Vulture», фільм виразно дитячий, але виглядає натхненно лише тоді, коли відтворює сцени з ігор. Джек Блек, який озвучує кремезного лиходія Боузера, смішить лише музичною інтерлюдією. Решта не демонструють жодної дотепності, що не дивно, коли режисерами є Аарон Горват і Майкл Єленіч, творці «Юних Титанів, уперед!». Також суперечливі передумови сюжету: Маріо всі називають невдахою, хоча єдиний привід глузувати з нього — це малий зріст; Луїджі описують як боягуза, та він не вагається підтримати свого брата в ризикованій справі.
Пет Падуа з газети «The Washington Post» навпаки вважав, що сценарист Метью Фогель перетворив нехитрий ігровий процес на сповнену перипетій історію, котру співрежисери Аарон Горват і Майкл Єленіч підтримують безліччю колоритних персонажів. Мистецькості картинки вистачає, щоб зацікавити дітей і дорослих.
Микита Казимиров з ITC.ua описав, що «Брати Супер Маріо в кіно» версії 2023 року — барвистий мультфільм, який за якістю графіки перевершує всі відеоігри про Маріо. А ігри про Маріо ніколи не були про сюжет, зате мали багато впізнаваних елементів, які передає фільм. Найголовніша претензія до мультфільму в тому, що він уникає навіть тих підтекстів і двозначностей, які є в іграх, щоб догодити дитячій авдиторії. Якби фільм вийшов гіршим, він усе одно був би успішний, «Мультфільм за Маріо від самого початку був приречений на успіх».

### Касові збори
За перші 4 дні показів фільм зібрав $377 млн, що зробило його рекордсменом за касовими зборами за перший тиждень з-поміж усіх анімаційних фільмів. Ще до завершення тижня він окупився понад утричі.
До кінця другого тижня показів збори досягнули $700 млн, що зробило «Братів Супер Маріо» найкасовішим фільмом року на той час. Фільм став також найуспішнішою кіноадаптацією відеогри за всі часи. До травня 2023 він досягнув статусу першого фільму 2023 року, що зібрав у прокаті $1 млрд.

## Майбутнє
У травні 2021 року президент Nintendo Шунтаро Фурукава оголосив про намір виробляти більше проєктів анімаційного кіно разом з іншими Nintendo IP у разі успіху фільму «Брати Супер Маріо».